# 门德赛汗·恩赫赛汗
门德赛汗·恩赫赛汗（1955年—）蒙古族，蒙古乌兰巴托人，蒙古国政治人物，政府前总理，经济学家。

## 生平
恩赫赛汗1955年生于乌兰巴托。1978年，自苏联乌克兰基辅国立大学毕业，获得经济学学位。1987年，又自苏联获得更高级的经济学学位。1978年起，成为经济学家、研究员，并担任蒙古国对外经济关系和供应部（Ministry of Foreign Economic Relations and Supply）某专门委员会副主任。该部更名为贸易和合作部（Ministry of Trade and Cooperation）以后，他被任命为该部市场研究所（Market Research Institute）所长。
1990年至1992年，恩赫赛汗作为蒙古民主党（MDP）候选人在乌兰巴托第45选区当选大人民呼拉尔代表，并且成为国家小呼拉尔成员，还担任国家小呼拉尔经济常设委员会主席。1992年4月到10月，他是蒙古民主联盟政治学研究所所长、蒙古民主党总协调人。1992年至1993年，作为蒙古民主党（MDP）候选人在乌兰巴托第26选区当选国家大呼拉尔委员。1992年10月蒙古民族民主党成立后，恩赫赛汗担任该党总委员会委员。
1993年彭萨勒玛·奥其尔巴特当选蒙古国总统后，恩赫赛汗辞去了在国家大呼拉尔中的职务。同年7月，被任命为总统秘书处主任，任至1996年8月。1996年3月起，担任蒙古民族民主党和蒙古社会民主党组成的民主联盟（DA）的秘书长。他没有参加1996年国家大呼拉尔选举，在这次选举中，民主联盟获胜。1996年7月19日至1998年4月17日，恩赫赛汗担任蒙古国政府总理。在其辞职后，蒙古民族民主党总委员会和蒙古社会民主党政治委员会达成协议，推举民主联盟（DA）领导人查希亚·额勒贝格道尔吉继任总理。
卸任总理之后，恩赫赛汗成为“总理国际”（Primier International）公司的董事。2000年1月，他被任命为蒙古民族民主党党务部门领导人。他未参加2000年国家大呼拉尔选举。2000年12月，民主党（DP）成立后，2001年3月，恩赫赛汗成为该党的国家顾问委员会委员，并兼任其安全及外交政策常设委员会主席。在2001年民主党内提名总统候选人的选举中，他被拉德那苏木贝尔勒·贡其格道尔吉击败，但后者在总统选举中败给了那楚克·巴嘎班迪。在2004年国家大呼拉尔选举中，恩赫赛汗作为“祖国－民主联盟”候选人，在库苏古尔省第47选区当选国家大呼拉尔委员。随后，自2004年至2006年，担任国家大呼拉尔安全及外交政策常设委员会主席。
由于未能支持总理查希亚·额勒贝格道尔吉的政府，致使该政府倒台，恩赫赛汗被民主党开除。2006年1月，被新任总理米耶贡布·恩赫包勒德任命为副总理，任至2007年12月。2006年5月，恩赫赛汗成立了自己的新党派民族新党（National New Party）并担任其主席，一直任至2007年3月由姜拉布·纳兰查茨拉勒特接任，恩赫赛汗卸任后，继续担任该党执行委员会委员。在2008年国家大呼拉尔选举中，恩赫赛汗在乌兰巴托第23（苏赫巴托尔Sükhbaatar）选区失利。